# 일본 제국 육군의 연대 목록
다음은 일본 제국 육군의 연대 목록이다.

## 보병

보병연대 군기

- 정진연대

### 근위 보병
- 근위 보병 제1연대/東部2; 1874년 ~ 1945년
- 근위 보병 제2연대/東部3; 1874년 ~ 1945년
- 근위 보병 제3연대/宮3802; 1885년 ~ 1945년
- 근위 보병 제4연대/宮3803; 1886년 ~ 1945년
- 근위 보병 제5연대/宮3804; 1939년 ~ 1945년
- 근위 보병 제6연대/東部7; 1943년 ~ 1945년
- 근위 보병 제7연대/東部8; 1943년 ~ 1945년
- 근위 보병 제8연대/範3824; 1944년 ~ 1945년
- 근위 보병 제9연대/範3825; 1944년 ~ 1945년
- 근위 보병 제10연대/範3826; 1944년 ~ 1945년

### 그 외
- 독립 보병
  - 독립 보병 제1연대
  - 독립 보병 제2연대
  - 독립 보병 제4연대
  - 독립 보병 제5연대
  - 독립 보병 제10연대
  - 독립 보병 제11연대
  - 독립 보병 제12연대
  - 독립 보병 제13연대
- 기동보병
  - 기동 보병 제1연대
  - 기동 보병 제2연대
  - 기동 보병 제3연대
- 타이완
  - 타이완 보병 제1연대; 1907년 ~1945년
  - 타이완 보병 제2연대; 1907년 ~1945년
- 지나
  - 지나 주둔 보병 제1연대/極2902; 1936년 ~ 1945년
  - 지나 주둔 보병 제2연대/極2904; 1936년 ~ 1945년
  - 지나 주둔 보병 제3연대/極2906; 1938년 ~ 1945년

### 1 ~ 99
- 보병 제1연대
- 보병 제2연대
- 보병 제3연대
- 보병 제4연대
- 보병 제5연대
- 보병 제6연대
- 보병 제7연대
- 보병 제8연대
- 보병 제9연대
- 보병 제10연대
- 보병 제11연대
- 보병 제12연대
- 보병 제13연대
- 보병 제14연대
- 보병 제15연대
- 보병 제16연대
- 보병 제17연대
- 보병 제18연대
- 보병 제19연대
- 보병 제20연대
- 보병 제21연대
- 보병 제22연대
- 보병 제23연대
- 보병 제24연대
- 보병 제25연대
- 보병 제26연대
- 보병 제27연대
- 보병 제28연대
- 보병 제29연대
- 보병 제30연대
- 보병 제31연대
- 보병 제32연대
- 보병 제33연대
- 보병 제34연대
- 보병 제35연대
- 보병 제36연대
- 보병 제37연대
- 보병 제38연대
- 보병 제39연대
- 보병 제40연대
- 보병 제41연대
- 보병 제42연대
- 보병 제43연대
- 보병 제44연대
- 보병 제45연대
- 보병 제46연대
- 보병 제47연대
- 보병 제48연대
- 보병 제49연대
- 보병 제50연대
- 보병 제51연대
- 보병 제52연대
- 보병 제53연대
- 보병 제54연대
- 보병 제55연대
- 보병 제56연대
- 보병 제57연대
- 보병 제58연대
- 보병 제59연대
- 보병 제60연대
- 보병 제61연대
- 보병 제62연대
- 보병 제63연대
- 보병 제64연대
- 보병 제65연대
- 보병 제66연대
- 보병 제67연대
- 보병 제68연대
- 보병 제69연대
- 보병 제70연대
- 보병 제71연대
- 보병 제72연대
- 보병 제73연대
- 보병 제74연대
- 보병 제75연대
- 보병 제76연대
- 보병 제77연대
- 보병 제78연대
- 보병 제79연대
- 보병 제80연대
- 보병 제81연대
- 보병 제82연대
- 보병 제83연대
- 보병 제84연대
- 보병 제85연대
- 보병 제86연대
- 보병 제87연대
- 보병 제88연대
- 보병 제89연대
- 보병 제90연대
- 보병 제91연대
- 보병 제92연대
- 보병 제93연대
- 보병 제94연대
- 보병 제98연대
- 보병 제99연대

### 100 ~ 199
- 보병 제100연대
- 보병 제101연대
- 보병 제102연대
- 보병 제103연대
- 보병 제104연대
- 보병 제105연대
- 보병 제106연대
- 보병 제107연대
- 보병 제108연대
- 보병 제109연대
- 보병 제110연대
- 보병 제111연대
- 보병 제112연대
- 보병 제113연대
- 보병 제114연대
- 보병 제115연대
- 보병 제116연대
- 보병 제117연대
- 보병 제118연대
- 보병 제119연대
- 보병 제120연대
- 보병 제121연대
- 보병 제122연대
- 보병 제123연대
- 보병 제124연대
- 보병 제125연대
- 보병 제126연대
- 보병 제128연대
- 보병 제129연대
- 보병 제130연대
- 보병 제131연대
- 보병 제132연대
- 보병 제133연대
- 보병 제134연대
- 보병 제135연대
- 보병 제136연대
- 보병 제137연대
- 보병 제138연대
- 보병 제139연대
- 보병 제140연대
- 보병 제141연대
- 보병 제142연대
- 보병 제143연대
- 보병 제144연대
- 보병 제145연대
- 보병 제146연대
- 보병 제147연대
- 보병 제148연대
- 보병 제149연대
- 보병 제150연대
- 보병 제151연대
- 보병 제152연대
- 보병 제153연대
- 보병 제154연대
- 보병 제155연대
- 보병 제157연대
- 보병 제158연대
- 보병 제161연대
- 보병 제163연대
- 보병 제168연대
- 보병 제170연대
- 보병 제171연대
- 보병 제172연대
- 보병 제173연대
- 보병 제177연대
- 보병 제187연대
- 보병 제188연대
- 보병 제189연대
- 보병 제196연대
- 보병 제197연대
- 보병 제198연대
- 보병 제199연대

### 200 ~ 299
- 보병 제200연대
- 보병 제201연대
- 보병 제202연대
- 보병 제203연대
- 보병 제204연대
- 보병 제210연대
- 보병 제211연대
- 보병 제212연대
- 보병 제213연대
- 보병 제214연대
- 보병 제215연대
- 보병 제216연대
- 보병 제217연대
- 보병 제218연대
- 보병 제219연대
- 보병 제220연대
- 보병 제221연대
- 보병 제222연대
- 보병 제223연대
- 보병 제224연대
- 보병 제225연대
- 보병 제226연대
- 보병 제227연대
- 보병 제228연대
- 보병 제229연대
- 보병 제230연대
- 보병 제231연대
- 보병 제232연대
- 보병 제233연대
- 보병 제234연대
- 보병 제235연대
- 보병 제236연대
- 보병 제237연대
- 보병 제238연대
- 보병 제239연대
- 보병 제240연대
- 보병 제241연대
- 보병 제242연대
- 보병 제243연대
- 보병 제244연대
- 보병 제245연대
- 보병 제246연대
- 보병 제247연대
- 보병 제248연대
- 보병 제249연대
- 보병 제253연대
- 보병 제254연대
- 보병 제255연대
- 보병 제256연대
- 보병 제257연대
- 보병 제258연대
- 보병 제259연대
- 보병 제260연대
- 보병 제261연대
- 보병 제262연대
- 보병 제263연대
- 보병 제264연대
- 보병 제265연대
- 보병 제266연대
- 보병 제267연대
- 보병 제268연대
- 보병 제269연대
- 보병 제270연대
- 보병 제272연대
- 보병 제273연대
- 보병 제274연대
- 보병 제275연대
- 보병 제276연대
- 보병 제277연대
- 보병 제278연대
- 보병 제279연대
- 보병 제280연대
- 보병 제281연대
- 보병 제282연대
- 보병 제283연대
- 보병 제284연대
- 보병 제285연대
- 보병 제289연대
- 보병 제290연대
- 보병 제291연대
- 보병 제292연대
- 보병 제293연대
- 보병 제294연대

### 300 ~ 399
- 보병 제301연대
- 보병 제302연대
- 보병 제303연대
- 보병 제304연대
- 보병 제305연대
- 보병 제306연대
- 보병 제308연대
- 보병 제309연대
- 보병 제310연대
- 보병 제311연대
- 보병 제312연대
- 보병 제319연대
- 보병 제320연대
- 보병 제321연대
- 보병 제322연대
- 보병 제323연대
- 보병 제324연대
- 보병 제325연대
- 보병 제326연대
- 보병 제327연대
- 보병 제328연대
- 보병 제329연대
- 보병 제330연대
- 보병 제331연대
- 보병 제332연대
- 보병 제333연대
- 보병 제334연대
- 보병 제335연대
- 보병 제336연대
- 보병 제337연대
- 보병 제338연대
- 보병 제339연대
- 보병 제340연대
- 보병 제341연대
- 보병 제342연대
- 보병 제343연대
- 보병 제344연대
- 보병 제345연대
- 보병 제346연대
- 보병 제347연대
- 보병 제348연대
- 보병 제349연대
- 보병 제350연대
- 보병 제351연대
- 보병 제352연대
- 보병 제353연대
- 보병 제354연대
- 보병 제358연대
- 보병 제359연대
- 보병 제360연대
- 보병 제361연대
- 보병 제362연대
- 보병 제363연대
- 보병 제364연대
- 보병 제365연대
- 보병 제366연대
- 보병 제367연대
- 보병 제368연대
- 보병 제369연대
- 보병 제370연대
- 보병 제371연대
- 보병 제372연대
- 보병 제373연대
- 보병 제374연대
- 보병 제375연대
- 보병 제376연대
- 보병 제377연대
- 보병 제378연대
- 보병 제379연대
- 보병 제380연대
- 보병 제381연대
- 보병 제382연대
- 보병 제383연대
- 보병 제384연대
- 보병 제385연대
- 보병 제386연대
- 보병 제387연대
- 보병 제388연대
- 보병 제389연대
- 보병 제390연대
- 보병 제391연대

### 400 ~ 499
- 보병 제401연대
- 보병 제402연대
- 보병 제403연대
- 보병 제404연대
- 보병 제406연대
- 보병 제407연대
- 보병 제409연대
- 보병 제410연대
- 보병 제411연대
- 보병 제412연대
- 보병 제413연대
- 보병 제414연대
- 보병 제415연대
- 보병 제416연대
- 보병 제417연대
- 보병 제418연대
- 보병 제419연대
- 보병 제420연대
- 보병 제421연대
- 보병 제422연대
- 보병 제423연대
- 보병 제424연대
- 보병 제425연대
- 보병 제426연대
- 보병 제427연대
- 보병 제428연대
- 보병 제429연대
- 보병 제430연대
- 보병 제431연대
- 보병 제432연대
- 보병 제433연대
- 보병 제434연대
- 보병 제435연대
- 보병 제436연대
- 보병 제437연대
- 보병 제438연대
- 보병 제439연대
- 보병 제440연대
- 보병 제441연대
- 보병 제442연대
- 보병 제443연대
- 보병 제444연대
- 보병 제445연대
- 보병 제446연대
- 보병 제447연대
- 보병 제448연대
- 보병 제449연대
- 보병 제450연대
- 보병 제451연대
- 보병 제452연대
- 보병 제453연대
- 보병 제454연대
- 보병 제455연대
- 보병 제456연대
- 보병 제457연대
- 보병 제458연대
- 보병 제459연대
- 보병 제460연대
- 보병 제461연대
- 보병 제462연대
- 보병 제463연대
- 보병 제464연대

### 500 ~ 599
- 보병 제501연대
- 보병 제502연대
- 보병 제503연대
- 보병 제505연대
- 보병 제506연대
- 보병 제507연대
- 보병 제508연대
- 보병 제509연대
- 보병 제510연대
- 보병 제511연대
- 보병 제512연대
- 보병 제513연대
- 보병 제514연대
- 보병 제515연대
- 보병 제516연대
- 보병 제517연대
- 보병 제518연대
- 보병 제519연대
- 보병 제520연대
- 보병 제521연대
- 보병 제522연대
- 보병 제523연대
- 보병 제524연대

## 전차
- 전차 제1연대
- 전차 제2연대
- 전차 제3연대
- 전차 제4연대
- 전차 제5연대
- 전차 제6연대
- 전차 제7연대
- 전차 제8연대
- 전차 제9연대
- 전차 제10연대
- 전차 제11연대
- 전차 제12연대
- 전차 제13연대
- 전차 제14연대
- 전차 제15연대
- 전차 제16연대
- 전차 제17연대
- 전차 제18연대
- 전차 제19연대
- 전차 제22연대
- 전차 제23연대
- 전차 제24연대
- 전차 제25연대
- 전차 제26연대
- 전차 제27연대
- 전차 제28연대
- 전차 제29연대
- 전차 제30연대
- 전차 제33연대
- 전차 제34연대
- 전차 제35연대
- 전차 제36연대
- 전차 제37연대
- 전차 제38연대
- 전차 제39연대
- 전차 제40연대
- 전차 제41연대
- 전차 제42연대
- 전차 제43연대
- 전차 제44연대
- 전차 제45연대
- 전차 제46연대
- 전차 제47연대
- 전차 제48연대
- 전차 제51연대
- 전차 제52연대

## 기병

일본 제국 육군 기병연대의 깃발

- 근위기병연대
- 근위기병 제3연대

- 기병 제1연대
- 기병 제2연대
- 기병 제3연대
- 기병 제4연대
- 기병 제5연대
- 기병 제6연대
- 기병 제7연대
- 기병 제7연대
- 기병 제8연대
- 기병 제9연대
- 기병 제10연대
- 기병 제11연대
- 기병 제12연대
- 기병 제13연대
- 기병 제14연대
- 기병 제15연대
- 기병 제16연대
- 기병 제17연대
- 기병 제18연대
- 기병 제19연대
- 기병 제20연대
- 기병 제21연대
- 기병 제22연대
- 기병 제23연대
- 기병 제24연대
- 기병 제25연대
- 기병 제26연대
- 기병 제27연대
- 기병 제28연대
- 기병 제40연대
- 기병 제41연대
- 기병 제44연대
- 기병 제47연대
- 기병 제49연대
- 기병 제52연대
- 기병 제55연대
- 기병 제71연대
- 기병 제72연대
- 기병 제75연대
- 기병 제79연대
- 기병 제81연대
- 기병 제86연대;
- 기병 제93연대
- 기병 제75연대
- 기병 제106연대
- 기병 제171연대

### 수색
- 근위수색연대; 1940년 ~ 1945년
- 수색 제1연대; 1939년 ~ 레이테 전투
- 수색 제2연대; 1940년 ~
- 수색 제4연대; 1942년 ~
- 수색 제5연대; 1940년 ~
- 수색 제7연대; 1940년 ~
- 수색 제8연대; 1939년 ~ 루손 전투
- 수색 제10연대; 1940년 ~ 루손 전투
- 수색 제12연대; 1940년 ~
- 수색 제14연대; 1940년 ~ 1943년
- 수색 제15연대; 1938년 ~ 1940년
- 수색 제16연대; 1940년 ~ 루손 전투
- 수색 제17연대; 1938년 ~ 1940년; 1944년, 수색 제51연대로 분할
- 수색 제19연대; 1916년 ~ 1939년 - 기병 제27연대로 개편.; 1940년 ~ 1945년, 혼성 독립 제103여단에 병합.
- 수색 제20연대; 1940년 ~	1945년
- 수색 제21연대; 1938년 ~ 1941년
- 수색 제22연대; 1938년 ~ 1940년
- 수색 제23연대; 1938년 ~
- 수색 제24연대; 1939년 ~ 오키나와 전투
- 수색 제26연대; 1937년 ~ 1944년
- 수색 제27연대; 1938년 ~ 1943년
- 수색 제30연대; 1943년 ~ 민다나오 전투
- 수색 제32연대; 1939년 ~ 1941년
- 수색 제33연대; 1939년 ~ 1941년
- 수색 제34연대; 1939년 ~ 1943년
- 수색 제35연대; 1939년 ~ 1941년
- 수색 제36연대; 1939년 ~ 1941년
- 수색 제37연대; 1939년 ~ 1941년
- 수색 제38연대; 1939년 ~ 1941년
- 수색 제39연대; 1939년 ~ 1945년
- 수색 제42연대; 1943년 ~ 1944년
- 수색 제43연대; 1943년 ~ 1944년
- 수색 제46연대; 1943년 ~	1943년
- 수색 제48연대; 1940년 ~ 1945년
- 수색 제50연대; 1944년, 얼마 지나지 않아 수색 제48연대로 재편.
- 수색 제51연대; 1940년 ~ 1944년
- 수색 제53연대; 1940년 ~ 1945년
- 수색 제54연대; 1940년 ~ 버마 전역
- 수색 제56연대; 1940년 ~ 1945년
- 수색 제57연대; 1940년 ~ 만주 전략공세작전
- 수색 제107연대; 1944년 ~ 1945년
- 수색 제119연대; 1944년 ~ 1945년

## 포병

### 사단 야・산포병
- 근위 야포병 제1연대
- 근위 야포병 제2연대
- 근위 야포병 제3연대
- 타이완 산포병연대; ? ~ 1945년
- 지나 주둔 포병연대; 1936년 ~ 1938년, 산포병 제27연대로 개명.

- 야포병 제1연대
- 야포병 제2연대
- 야포병 제3연대
- 야포병 제4연대
- 야포병 제5연대
- 야포병 제6연대
- 산포병 제7연대
- 야포병 제8연대
- 산포병 제9연대
- 야포병 제10연대
- 산포병 제11연대
- 야포병 제12연대
- 야포병 제13연대
- 야포병 제14연대
- 산포병 제15연대
- 산포병 제16연대
- 야포병 제17연대
- 산포병 제18연대
- 산포병 제19연대
- 야포병 제20연대
- 야포병 제21연대
- 야포병 제22연대
- 야포병 제23연대
- 야포병 제24연대
- 산포병 제25연대
- 야포병 제26연대
- 산포병 제27연대
- 산포병 제28연대
- 산포병 제29연대
- 야포병 제30연대
- 산포병 제31연대
- 야포병 제32연대
- 야포병 제33연대
- 야포병 제34연대
- 야포병 제35연대
- 산포병 제36연대
- 산포병 제37연대
- 산포병 제38연대
- 야포병 제39연대
- 산포병 제40연대
- 산포병 제41연대
- 야포병 제42연대
- 야포병 제43연대
- 야포병 제44연대
- 야포병 제46연대
- 산포병 제47연대
- 산포병 제48연대
- 산포병 제49연대
- 산포병 제50연대
- 산포병 제51연대
- 산포병 제52연대
- 야포병 제53연대
- 야포병 제54연대
- 산포병 제55연대
- 야포병 제56연대
- 야포병 제57연대
- 산포병 제71연대
- 야포병 제72연대
- 야포병 제73연대
- 산포병 제77연대
- 산포병 제79연대
- 야포병 제81연대
- 야포병 제84연대
- 야포병 제86연대
- 산포병 제88연대
- 산포병 제93연대
- 야포병 제94연대
- 야포병 제101연대
- 야포병 제104연대
- 야포병 제106연대
- 야포병 제107연대
- 야포병 제108연대
- 야포병 제110연대
- 산포병 제111연대
- 야포병 제112연대
- 야포병 제116연대
- 야포병 제119연대
- 야포병 제120연대
- 야포병 제121연대
- 야포병 제122연대
- 야포병 제123연대
- 야포병 제124연대
- 야포병 제125연대
- 야포병 제126연대
- 야포병 제128연대
- 야포병 제134연대
- 야포병 제135연대
- 야포병 제136연대
- 야포병 제137연대
- 야포병 제138연대
- 야포병 제139연대
- 야포병 제148연대
- 야포병 제149연대
- 야포병 제158연대
- 야포병 제201연대
- 산포병 제202연대
- 야포병 제205연대
- 산포병 제206연대
- 산포병 제209연대
- 산포병 제212연대
- 야포병 제212연대
- 야포병 제214연대
- 야포병 제216연대

### 기동 포병
- 기동 포병 제1연대
- 기동 포병 제2연대
- 기동 포병 제3연대

### 사단 박격포
- 박격포 제201연대
- 박격포 제202연대
- 박격포 제205연대
- 박격포 제206연대
- 박격포 제209연대
- 박격포 제212연대
- 박격포 제214연대
- 박격포 제216연대

### 독립 야포병
- 독립 야포병 제1연대
- 독립 야포병 제2연대
- 독립 야포병 제3연대
- 독립 야포병 제4연대
- 독립 야포병 제5연대
- 독립 야포병 제6연대
- 독립 야포병 제7연대
- 독립 야포병 제8연대
- 독립 야포병 제9연대
- 독립 야포병 제10연대
- 독립 야포병 제11연대
- 독립 포병 제13연대
- 독립 포병 제14연대

### 독립 산포병
- 독립 산포병 제1연대
- 독립 산포병 제2연대
- 독립 산포병 제3연대
- 독립 산포병 제4연대
- 독립 산포병 제5연대
- 독립 산포병 제6연대
- 독립 산포병 제7연대
- 독립 산포병 제8연대
- 독립 산포병 제9연대
- 독립 산포병 제10연대
- 독립 산포병 제11연대
- 독립 산포병 제12연대
- 독립 산포병 제13연대
- 독립 산포병 제14연대
- 독립 산포병 제15연대
- 독립 산포병 제16연대
- 독립 산포병 제17연대
- 독립 산포병 제18연대
- 독립 산포병 제19연대
- 독립 산포병 제20연대

### 야전 중포병
- 야전 중포병 제1연대
- 야전 중포병 제2연대
- 야전 중포병 제3연대
- 야전 중포병 제4연대
- 야전 중포병 제5연대
- 야전 중포병 제6연대
- 야전 중포병 제7연대
- 야전 중포병 제8연대
- 야전 중포병 제9연대
- 야전 중포병 제10연대
- 야전 중포병 제11연대
- 야전 중포병 제12연대
- 야전 중포병 제13연대
- 야전 중포병 제14연대
- 야전 중포병 제15연대
- 야전 중포병 제16연대
- 야전 중포병 제17연대
- 야전 중포병 제18연대
- 야전 중포병 제19연대
- 야전 중포병 제20연대
- 야전 중포병 제22연대
- 야전 중포병 제23연대
- 야전 중포병 제25연대
- 야전 중포병 제26연대
- 야전 중포병 제27연대
- 야전 중포병 제28연대
- 야전 중포병 제29연대
- 야전 중포병 제30연대
- 야전 중포병 제52연대
- 야전 중포병 제53연대
- 야전 중포병 제54연대

### 중포병/독립 중포병
- 중포병 제1연대(II).I -야전 중포병 제1연대로 개편.
- 중포병 제2연대(II).I -야전 중포병 제2연대로 개편.
- 중포병 제3연대(II).I -야전 중포병 제3연대로 개편.
- 중포병 제4연대 - 야전 중포병 제4연대로 개편.
- 중포병 제5연대(II).I -야전 중포병 제5연대로 개편.
- 중포병 제6연대(II).I -야전 중포병 제6연대로 개편.
- 중포병 제7연대
- 중포병 제8연대
- 중포병 제9연대
- 중포병 제12연대
- 중포병 제13연대
- 중포병 제14연대
- 중포병 제15연대
- 중포병 제16연대
- 중포병 제17연대
- 중포병 제18연대
- 중포병 제19연대
- 독립 중포병 제13연대
- 아청 중포병연대
- 무링 중포병연대
- 둥닝 중포병연대
- 무단강 중포병연대

### 요새 중포병
- 요새 포병 제1연대 - 도쿄 항 요새 포병연대로 개명.
- 요새 포병 제2연대
- 요새 포병 제4연대
- 도쿄 항 요새 포병연대 - 요코스카 중포병연대로 개명
- 요코스카 중포병연대 - 도쿄 항 요새 중포병연대로 개편.
- 도쿄 항  요새 중포병연대
- 쓰시마 요새 중포병연대
- 이키 요새 중포병연대
- 시모노세키 요새 중포병연대
- 마산 중포병연대
- 부산 요새 중포병연대
- 유라 요새 중포병연대
- 후카야마 중포병연대 - 중포병 제5연대(II)로 개편
- 하코다테 중포병연대 - 쓰가루 요새 중포병연대로개편.
- 쓰가루 요새 중포병연대
- 소야 요새 중포병연대
- 레이스이 요새 중포병연대
- 마이즈루 중포병연대

- 지치지마 요새 중포병연대 - 중포병 제9연대로 개편
- 아마미오 오시마 요새 중포병연대 - 중포병 제6연대(II)로 개편
- 호요 요새 중포병연대 - 중포병 제18연대으로 개편
- 나가사키 요새 중포병연대 - 중포병 제17연대로 개편
- 펑후섬 요새 중포병연대 - 중포병 제12연대로 개편
- 뤼순커우 요새 중포병연대
- 타카오 요새 중포병연대 - 중포병 제16연대로 개편
- 지룽 요새 중포병연대 - 중포병 제13연대로 개편
- 영훙 만 요새 중포병연대 - 중포병 제15연대로 편
- 라선 요새 중포병연대 - 중포병 제14연대로 개편
- 나카구스쿠 만 요새 중포병연대 - 중포병 제7연대로 개편
- 후나우키 요새 중포병연대 - 중포병 제8연대로 개편
- 사세보 중포병연대

### 포병 정보
- 포병 정보 제1연대
- 포병 정보 제2연대
- 포병 정보 제3연대
- 포병 정보 제4연대
- 포병 정보 제5연대
- 포병 정보 제6연대

### 기포병
- 기포병연대
- 기병집단 기포병연대
- 기포병 제1연대
- 기포병 제2연대
- 기포병 제3연대
- 기포병 제4연대

### 그 외 포병
- 임시 도보 포병 제1연대
- 임시 도보 포병 제2연대
- 공성 중포병 제1연대
- 독립 구포 제1연대(I・II)
- 기구연대

## 고사

### 고사포
- 도쿄 방공대
  - 고사포 제1연대
  - 고사포 제2연대
  - 고사포 제3연대
- 오사카 방공대
  - 고사포 제1연대
  - 고사포 제2연대
- 고쿠라 방공대
  - 고사포 제1연대

- 고사포 제1연대
- 고사포 제2연대
- 고사포 제3연대
- 고사포 제4연대
- 고사포 제5연대 - 한반도 회령
- 고사포 제6연대 - 한반도 평양
- 고사포 제7연대
- 고사포 제8연대 - 타이완 핑둥
- 고사포 제9연대
- 고사포 제10연대
- 고사포 제11연대
- 고사포 제12연대
- 고사포 제13연대
- 고사포 제15연대
- 고사포 제16연대
- 고사포 제17연대
- 고사포 제18연대
- 고사포 제19연대
- 고사포 제20연대
- 고사포 제21연대
- 고사포 제22연대 - 제11군 사령관리 하.
- 고사포 제23연대 - 제21군 사령관리 하.
- 고사포 제24연대 -[1]
- 고사포 제25연대
- 고사포 제26연대
- 고사포 제41연대

- 고사포 제101연대 -
- 고사포 제102연대 -
- 고사포 제103연대 -[2]
- 고사포 제104연대 - 야전 고사포 제67대대를 증편.
- 고사포 제111연대 - 고사 제1사단을 참조.
- 고사포 제112연대 - 고사 제1사단을 참조.
- 고사포 제113연대 - 고사 제1사단을 참조.
- 고사포 제114연대 - 고사 제1사단을 참조.
- 고사포 제115연대 - 고사 제1사단을 참조.
- 고사포 제116연대 - 고사 제1사단을 참조.
- 고사포 제117연대 - 고사 제1사단을 참조.
- 고사포 제118연대 - 고사 제1사단을 참조.
- 고사포 제119연대 - 고사 제1사단을 참조.
- 고사포 제121연대 - 고사 제3사단을 참조.
- 고사포 제122연대 - 고사 제3사단을 참조.
- 고사포 제123연대 - 고사 제3사단을 참조.
- 고사포 제124연대 - 고사 제2사단을 참조.
- 고사포 제125연대 - 고사 제2사단을 참조.
- 고사포 제131연대 - 고사 제4사단을 참조.
- 고사포 제132연대 - 고사 제4사단을 참조.
- 고사포 제133연대 - 고사 제4사단을 참조.
- 고사포 제134연대/彗8064/西部8064; 1944년 ~ 1945년 - 고사 제4사단을 참조.
- 고사포 제135연대
- 고사포 제136연대 - 고사 제4사단을 참조.
- 고사포 제141연대
- 고사포 제151연대
- 고사포 제152연대
- 고사포 제161연대
- 고사포 제162연대
- 고사포 제171연대

### 방공
1941년 말에 고사포연대에서 개명되었다가, 1944년 4월 고사포연대로 되돌려졌다.
- 방공 제1연대
- 방공 제2연대
- 방공 제3연대
- 방공 제4연대
- 방공 제5연대
- 방공 제6연대
- 방공 제7연대
- 방공 제11연대
- 방공 제12연대
- 방공 제13연대
- 방공 제15연대
- 방공 제21연대
- 방공 제22연대
- 방공 제23연대
- 방공 제25연대
- 방공 제31연대
- 방공 제41연대
- 방공 제42연대
- 방공 제51연대
- 방공 제52연대
- 방공 제61연대
- 방공 제101연대
- 방공 제102연대
- 방공 제103연대

### 그 외
- 조공 제1연대

## 공병
- 근위 공병 제1연대
- 근위 공병 제2연대
- 근위 공병 제3연대

- 공병 제1연대
- 공병 제2연대
- 공병 제3연대
- 공병 제4연대
- 공병 제5연대
- 공병 제6연대
- 공병 제7연대
- 공병 제8연대
- 공병 제9연대
- 공병 제10연대
- 공병 제11연대
- 공병 제12연대
- 공병 제13연대
- 공병 제14연대
- 공병 제15연대
- 공병 제16연대
- 공병 제17연대
- 공병 제18연대
- 공병 제19연대
- 공병 제20연대
- 공병 제21연대
- 공병 제22연대
- 공병 제23연대
- 공병 제24연대
- 공병 제25연대
- 공병 제26연대
- 공병 제27연대
- 공병 제28연대
- 공병 제29연대
- 공병 제30연대
- 공병 제31연대
- 공병 제32연대
- 공병 제33연대
- 공병 제34연대
- 공병 제35연대
- 공병 제36연대
- 공병 제37연대
- 공병 제38연대
- 공병 제39연대
- 공병 제40연대
- 공병 제41연대
- 공병 제42연대
- 공병 제43연대
- 공병 제44연대
- 공병 제47연대
- 공병 제48연대
- 공병 제49연대
- 공병 제50연대
- 공병 제51연대
- 공병 제52연대
- 공병 제53연대
- 공병 제54연대
- 공병 제55연대
- 공병 제56연대
- 공병 제57연대
- 공병 제71연대
- 공병 제72연대
- 공병 제73연대
- 공병 제77연대
- 공병 제79연대
- 공병 제81연대
- 공병 제84연대
- 공병 제86연대
- 공병 제88연대
- 공병 제93연대
- 공병 제94연대
- 공병 제104연대
- 공병 제106연대
- 공병 제107연대
- 공병 제108연대
- 공병 제109연대
- 공병 제116연대
- 공병 제119연대
- 공병 제121연대
- 공병 제122연대
- 공병 제123연대
- 공병 제134연대
- 공병 제135연대
- 공병 제136연대
- 공병 제137연대
- 공병 제138연대
- 공병 제139연대
- 공병 제148연대
- 공병 제149연대
- 공병 제158연대

### 독립
- 독립 공병 제1연대
- 독립 공병 제2연대
- 독립 공병 제3연대
- 독립 공병 제4연대
- 독립 공병 제5연대
- 독립 공병 제6연대
- 독립 공병 제7연대
- 독립 공병 제8연대
- 독립 공병 제9연대
- 독립 공병 제10연대
- 독립 공병 제11연대
- 독립 공병 제12연대[3]
- 독립 공병 제15연대
- 독립 공병 제18연대[4]
- 독립 공병 제19연대
- 독립 공병 제20연대
- 독립 공병 제21연대
- 독립 공병 제22연대
- 독립 공병 제23연대
- 독립 공병 제24연대
- 독립 공병 제25연대
- 독립 공병 제26연대
- 독립 공병 제27연대
- 독립 공병 제28연대[3]
- 독립 공병 제30연대
- 독립 공병 제33연대
- 독립 공병 제34연대
- 독립 공병 제36연대
- 독립 공병 제37연대
- 독립 공병 제38연대
- 독립 공병 제39연대
- 독립 공병 제40연대
- 독립 공병 제41연대
- 독립 공병 제42연대
- 독립 공병 제43연대[5]
- 독립 공병 제52연대

### 철도
- 철도 제1연대; 1896년 ~ 1945년
- 철도 제2연대; 1908년 ~ 1945년
- 철도 제3연대; 1934년 ~ 1945년
- 철도 제4연대; 1938년 ~ 1945년
- 철도 제5연대; 1938년 ~ 1945년
- 철도 제6연대; 1937년 ~ 1945년
- 철도 제7연대; 1944년 ~ 1945년
- 철도 제8연대; 1944년 ~ 1945년
- 철도 제9연대; 1941년 ~ 1945년
- 철도 제10연대; 1944년 ~ 1945년
- 철도 제11연대; 1944년 ~ 1945년
- 철도 제12연대; 1944년 ~ 1945년
- 철도 제13연대; 1944년 ~ 1945년
- 철도 제14연대; 1944년 ~ 1945년
- 철도 제15연대; 1944년 ~ 1945년
- 철도 제16연대; 1945년 ~ 1945년
- 철도 제17연대; 1945년 ~ 1945년
- 철도 제18연대; 1945년 ~ 1945년
- 철도 제19연대; 1945년 ~ 1945년
- 철도 제20연대; 1945년 ~ 1945년

## 치중병
- 근위 치중병 연대
- 근위 치중병 제2연대 - 근위 치중병연대를 개편.
- 근위 치중병 제3연대

- 치중병 제1연대
- 치중병 제2연대
- 치중병 제3연대
- 치중병 제4연대
- 치중병 제5연대
- 치중병 제6연대
- 치중병 제7연대
- 치중병 제8연대
- 치중병 제9연대
- 치중병 제10연대
- 치중병 제11연대
- 치중병 제12연대
- 치중병 제13연대
- 치중병 제14연대
- 치중병 제15연대
- 치중병 제16연대
- 치중병 제17연대
- 치중병 제18연대
- 치중병 제19연대
- 치중병 제20연대(I), (II)
- 치중병 제21연대
- 치중병 제22연대
- 치중병 제23연대
- 치중병 제24연대
- 치중병 제25연대
- 치중병 제26연대
- 치중병 제27연대
- 치중병 제28연대
- 치중병 제29연대
- 치중병 제30연대
- 치중병 제31연대
- 치중병 제32연대
- 치중병 제33연대
- 치중병 제34연대
- 치중병 제35연대
- 치중병 제36연대
- 치중병 제37연대
- 치중병 제38연대
- 치중병 제39연대
- 치중병 제40연대
- 치중병 제41연대
- 치중병 제42연대
- 치중병 제43연대
- 치중병 제44연대
- 치중병 제46연대
- 치중병 제47연대
- 치중병 제48연대
- 치중병 제49연대
- 치중병 제50연대
- 치중병 제51연대
- 치중병 제52연대
- 치중병 제53연대
- 치중병 제54연대
- 치중병 제55연대
- 치중병 제56연대
- 치중병 제57연대
- 치중병 제71연대
- 치중병 제72연대
- 치중병 제73연대
- 치중병 제77연대
- 치중병 제79연대
- 치중병 제81연대
- 치중병 제84연대
- 치중병 제86연대
- 치중병 제88연대
- 치중병 제93연대
- 치중병 제94연대
- 치중병 제96연대
- 치중병 제104연대
- 치중병 제106연대
- 치중병 제107연대
- 치중병 제110연대
- 치중병 제116연대
- 치중병 제119연대
- 치중병 제120연대
- 치중병 제121연대
- 치중병 제122연대
- 치중병 제123연대
- 치중병 제125연대 (I), (II)
- 치중병 제134연대
- 치중병 제135연대
- 치중병 제136연대
- 치중병 제137연대
- 치중병 제138연대
- 치중병 제139연대
- 치중병 제148연대
- 치중병 제149연대[6]

- 독립 치중병 제1연대
- 독립 치중병 제2연대
- 독립 치중병 제3연대
- 독립 치중병 제4연대

### 자동차
- 자동차 제1연대
- 자동차 제2연대
- 자동차 제3연대
- 자동차 제4연대
- 자동차 제5연대
- 자동차 제6연대
- 자동차 제7연대
- 자동차 제21연대
- 자동차 제22연대
- 자동차 제23연대
- 자동차 제24연대
- 자동차 제25연대
- 자동차 제26연대
- 자동차 제27연대
- 자동차 제28연대
- 자동차 제29연대
- 자동차 제30연대
- 자동차 제31연대
- 자동차 제32연대
- 자동차 제33연대
- 자동차 제34연대
- 자동차 제35연대
- 자동차 제36연대
- 자동차 제37연대
- 자동차 제38연대
- 자동차 제39연대

## 혼성
종전 당시 9개 연대가 있었다.
- 혼성 제1연대 - 제109사단참조.
- 혼성 제2연대 - 제17사단참조.
- 혼성 제3연대 - 제38사단참조.
- 혼성 제4연대 - 독립 혼성 제39여단참조.
- 혼성 제5연대 - 독립 혼성 제39여단참조.
- 혼성 제6연대 - 제17사단참조.
- 혼성 제101연대 -

### 독립 혼성
- 독립 혼성 제1연대 - 독립 혼성 제40여단에 소속
- 독립 혼성 제2연대
- 독립 혼성 제4연대
- 독립 혼성 제5연대 - 독립 혼성 제12연대으로 개편[8].
- 독립 혼성 제6연대
- 독립 혼성 제7연대 - 제14사단에 소속
- 독립 혼성 제8연대 - 독립 혼성 제69여단으로 개편; 1944년 5월 10일 ~ 7월
- 독립 혼성 제9연대 -[8] 옛 제71사단 5파견대; 1944년 ~ 1945년
- 독립 혼성 제10연대 -[8] 옛 제11사단 6파견대; 1944년 ~ 1945년
- 독립 혼성 제11연대 -[8] 옛 제8사단 3파견대; 1944년 ~ 1945년
- 독립 혼성 제12연대 - 독립 혼성 제5연대에서 개편.[8]
- 독립 혼성 제13연대 - 옛 보병 제170연대[8]; 1944년 ~ 1945년
- 독립 혼성 제14연대 -[9]
- 독립 혼성 제15연대 - 독립 혼성 제44여단에 소속.[10]; 1944년 ~ 1945년
- 독립 혼성 제16연대 - 독립 혼성 제67여단에 소속.
- 독립 혼성 제17연대 -
- 독립 혼성 제18연대 - 독립 혼성 제66여단에 소속.
- 독립 혼성 제21연대 - 독립 혼성 제64여단에 소속.[10]
- 독립 혼성 제22연대 - 독립 혼성 제64여단으로편합.[10]
- 독립 혼성 제23연대 - 독립 혼성 제109여단에 소속.
- 독립 혼성 제25연대
- 독립 혼성 제26연대
- 독립 혼성 제27연대 - 제321사단 예하, 보병 제327연대로 개편.
- 독립 혼성 제28연대 - 쇼와 20년도 미동원[11].
- 독립 혼성 제29연대 - 쇼와 20년도 미동원[11].
- 독립 혼성 제30연대 - 독립 혼성 제100여단에 소속.
- 독립 혼성 제31연대
- 독립 혼성 제32연대 - 독립 혼성 제112여단에 소속.
- 독립 혼성 제33연대 - 독립 혼성 제112여단에 소속
- 독립 혼성 제34연대
- 독립 혼성 제35연대
- 독립 혼성 제36연대
- 독립 혼성 제37연대
- 독립 혼성 제38연대
- 독립 혼성 제39연대
- 독립 혼성 제40연대
- 독립 혼성 제41연대
- 독립 혼성 제42연대
- 독립 혼성 제43연대 - 독립 혼성 제67여단에 편합.

## 전신
- 전신 제1연대
- 전신 제2연대
- 전신 제3연대
- 전신 제4연대
- 전신 제5연대
- 전신 제6연대
- 전신 제7연대
- 전신 제8연대
- 전신 제9연대
- 전신 제10연대
- 전신 제11연대
- 전신 제12연대
- 전신 제13연대
- 전신 제14연대
- 전신 제15연대
- 전신 제16연대
- 전신 제17연대
- 전신 제18연대
- 전신 제19연대
- 전신 제24연대
- 전신 제25연대[1]
- 전신 제26연대
- 전신 제27연대
- 전신 제28연대
- 전신 제29연대
- 전신 제30연대
- 전신 제31연대
- 전신 제32연대
- 전신 제33연대
- 전신 제34연대
- 전신 제35연대
- 전신 제36연대
- 전신 제37연대
- 전신 제38연대
- 전신 제39연대
- 전신 제40연대
- 전신 제41연대
- 전신 제42연대
- 전신 제43연대
- 전신 제44연대
- 전신 제45연대
- 전신 제46연대
- 전신 제47연대
- 전신 제48연대
- 전신 제49연대
- 전신 제50연대
- 전신 제51연대
- 전신 제52연대
- 전신 제53연대
- 전신 제54연대
- 전신 제55연대
- 전신 제56연대

## 선박
독립 공병연대에도 선박 운용 임무를 할당되었던 부대가 있었다.

### 선박 공병
- 선박 공병 제1연대 - 옛 독공 제6연대
- 선박 공병 제2연대 - 옛 독공 제11연대
- 선박 공병 제3연대 -
- 선박 공병 제4연대 - 옛 독공 제14연대
- 선박 공병 제5연대 - 옛 독공 제10연대
- 선박 공병 제6연대 - 옛 독공제26연대
- 선박 공병 제7연대
- 선박 공병 제8연대
- 선박 공병 제9연대
- 선박 공병 제10연대
- 선박 공병 제11연대
- 선박 공병 제12연대
- 선박 공병 제13연대
- 선박 공병 제14연대 - 옛 독공 제24연대
- 선박 공병 제15연대
- 선박 공병 제16연대
- 선박 공병 제17연대
- 선박 공병 제18연대
- 선박 공병 제19연대
- 선박 공병 제20연대
- 선박 공병 제21연대
- 선박 공병 제22연대
- 선박 공병 제23연대
- 선박 공병 제24연대
- 선박 공병 제25연대
- 선박 공병 제26연대
- 선박 공병 제27연대 - 옛 독공 제34연대[12]
- 선박 공병 제28연대
- 선박 공병 제29연대
- 선박 공병 제30연대
- 선박 공병 제31연대
- 선박 공병 제32연대
- 선박 공병 제33연대
- 선박 공병 제34연대
- 선박 공병 제35연대
- 선박 공병 제36연대
- 선박 공병 제37연대
- 선박 공병 제38연대
- 선박 공병 제39연대
- 선박 공병 제40연대
- 선박 공병 제41연대
- 선박 공병 제42연대
- 선박 공병 제43연대
- 선박 공병 제44연대
- 선박 공병 제45연대
- 선박 공병 제46연대
- 선박 공병 제47연대
- 선박 공병 제48연대
- 선박 공병 제49연대
- 선박 공병 제50연대
- 선박 공병 제51연대
- 선박 공병 제57연대

### 선박 포병
- 선박 고사포연대 - 선박 고사포 제1연대로 개명.[13]
- 선박 고사포 제2연대 -[13]
- 선박 포병 제1연대 - 선박 고사포 제1연대로 개편.[13]
- 선박 포병 제2연대 - 선박 고사포 제2연대로 개편.[13]
- 특설 선박 포병연대
- 선박 정보연대
- 선박 기관포 제1연대
- 선박 기관포 제2연대

### 선박 통신
- 선박 통신연대[3]
- 선박 고정 통신연대[3]

## 특설
- 특설 제1연대 -
- 특설 제2연대 - 특설 제1여단 참조.
- 특설 제3연대 - 특설 제1여단 참조.
- 특설 제4연대 - 특설 제1여단 참조.
- 특설 제5연대 - 오키나와에서 해상정진전대 출격 뒤에 남은 인원으로 편성예정이었음. 특설 제2여단 참조.
- 특설 제6연대 - 특설 제2여단 참조.

## 그 외
- 기동 제1연대/501부대
- 기동 제2연대/502부대; 1941년~1945년
- 기동 제3연대/503부대
- 추격 제1연대
- 추격 제2연대
- 추격 제3연대
- 특설 자동차 제1연대

## 같이 보기
- 일본 제국 육군
  - 군 목록
  - 사단 목록
  - 여단 목록
- 일본 제국 해군
  - 사령부, 함대, 전대
  - 항공대
- 육상자위대
  - 활동중인 부대 목록
  - 해체된 부대 목록
  - 주둔지, 기지 목록
- 해상자위대
  - 부대 목록
  - 기지 목록
- 항공자위대
  - 부대 목록
  - 기지 목록

## 참고

### 인용
1. 1 2  示村貞夫 (1974). 《『旭川製七師団》 (일본어) 복각판. 新北海.
2. ↑  古荘武雄 (1979). 《高射砲 第一〇三連隊史》 (일본어). 高射砲 第一〇三連隊戦友会事務局.
3. 1 2 3 4  松代守弘 (2002). 《陸軍船舶部隊の組織と変遷」『帝国陸海軍補助艦艇 〈歴史群像太平洋戦史シリーズ〉》 (일본어). 学習研究社.
4. ↑  独工十八柳生会 (1979). 《この記録わすれまじ》 (일본어). 独工十八柳生会.
5. ↑  防衛庁防衛研修所戦史室 (1976). 《南西方面陸軍作戦 マレー・蘭印の防衛》 (일본어). 朝雲新聞社〈戦史叢書〉.
6. ↑  치중병 제125연대(I)로 개명.
7. ↑  『陸軍軍戦備』
8. 1 2 3 4 5 6  『動員概史』, 130頁.
9. ↑  『動員概史』, 142頁.
10. 1 2 3  防衛研修所 戦史室 (1968). 《『沖縄方面陸軍作戦》 (일본어) 付図2판. 朝雲新聞社〈戦史叢書.
11. 1 2  JACAR Ref.C12121087800, 画像7枚目.
12. ↑  독립 공병 제34연대는 제29사단 해상수송대로 개편되어 괌으로 전출하고, 주력은 열도에 남아 1944년 7월에 선박 공병 제27연대로 개편되었다.
13. 1 2 3 4  岩중多四郎 (2009). 《戦時輸送船ビジュアルガイド》. 大日本絵画. 16쪽.
14. ↑  『沖縄方面陸軍作戦』, 付図5.

### 자료
- 新人物往来社戦史室 (1991). 《日本陸軍步兵連隊》 (일본어). 新人物往来社. ISBN 4-404-01845-2.
- 新人物往来社戦史室 (1994). 《日本陸軍兵科連隊》 (일본어). 新人物往来社. ISBN 4-404-02144-5.
- 椎野八束 (1991). 《日本陸軍機械化部隊総覧》 (일본어). 新人物往来社〈別冊 역사독본〉.
- 防衛研修所戦史室 (1979). 《陸軍軍戦備》. 전사총서 (일본어). 朝雲新聞社.
- 大江志乃夫 (1988). 《十五年戦争極秘資料集(9)支那事変大東亜戦争間動員概史》 (일본어). 不二出版.
- 久保村正治 (2007). 《通信隊戦記》 (일본어). 光人社〈光人社NF文庫〉.
- 外山操; 森松俊夫 (1987). 《帝国陸軍編制総覧》 (일본어). 芙蓉書房出版.